# Provence
Provence (francouzská výslovnost [pʁɔ'vɑ̃s], výslovnost v češtině [prováns]; okcitánsky Provença [pʀuˈvɛnsɔ]; dle ČÚZK Provensálsko), je historická země, která se nachází v jihovýchodní Francii. Je součástí administrativního celku Provence-Alpes-Côte d'Azur. Do Provence tradičně spadají departementy Var, Vaucluse, Bouches-du-Rhône a některé oblasti departementů Alpes-de-Haute-Provence a Alpes-Maritimes. Jméno pochází z latinského slova provincie – Provence se totiž stala první mimoitalskou římskou provincií.

## Historie

### Dějiny
Oblast byla původně osídlena ligurskými kmeny. V 6. století př. n. l. bylo pobřeží během tzv. velké řecké kolonizace kolonizováno řeckými Ióny s centrem v Massalii (dnešní Marseille). Během 4. století př. n. l. se zde usadili Keltové a v 2. století př. n. l. ovládli část Provence Římané a založili zde první zaalpskou provincii, ke které roku 49 př. n. l. připojili území Massalie.

Znak francouzské provincie Provence

Začátkem 6. století bylo území podmaněno Ostrogóty a roku 537 následně Franky. Od 8. do 10. století bylo území vystaveno častým arabským vpádům. Na základě Verdunské smlouvy z roku 843 připadla Provence vnuku Karla Velikého Lotharovi I., poté jeho synu Karlovi, a po jeho smrti v roce 863 se stala součástí Východofranské říše a tedy i její následnice Svaté říše římské. Součástí francouzského království, následníka či dědice Západofranské říše, se stala postupně v průběhu dvou staletí: po smrti katalánského hraběte Raymonda Bérengera V. Provensálského, po němž zůstaly čtyři dcery Markéta (manžel – svatý Ludvík IX. Francouzský), Sancha (manžel – Richard Cornwallský), Eleonora (manžel – anglický král Jindřich III.) a Béatrix (manžel – bratr krále Ludvíka IX., hrabě Karel I. z Anjou a Maine). Provence zdědil právě poslední pár (po vypořádání dědictví). Postupným děděním – vyjma města Nice a jeho okolí, z nichž se stalo Nicejské hrabství, které zdědili vévodové Savojští – se v roce 1481 dostala francouzskému králi Ludvíku XI., který ji začlenil roku1487 do královské domény. Od té doby sdílí svůj osud s Francií. V době revoluce a napoleonského období a po roce 1860 definitivně se její součástí stalo i hrabství Nice (postoupeno Sardinským královstvím spolu se Savojskem při přeměně v Italské království).

### Trubadúři

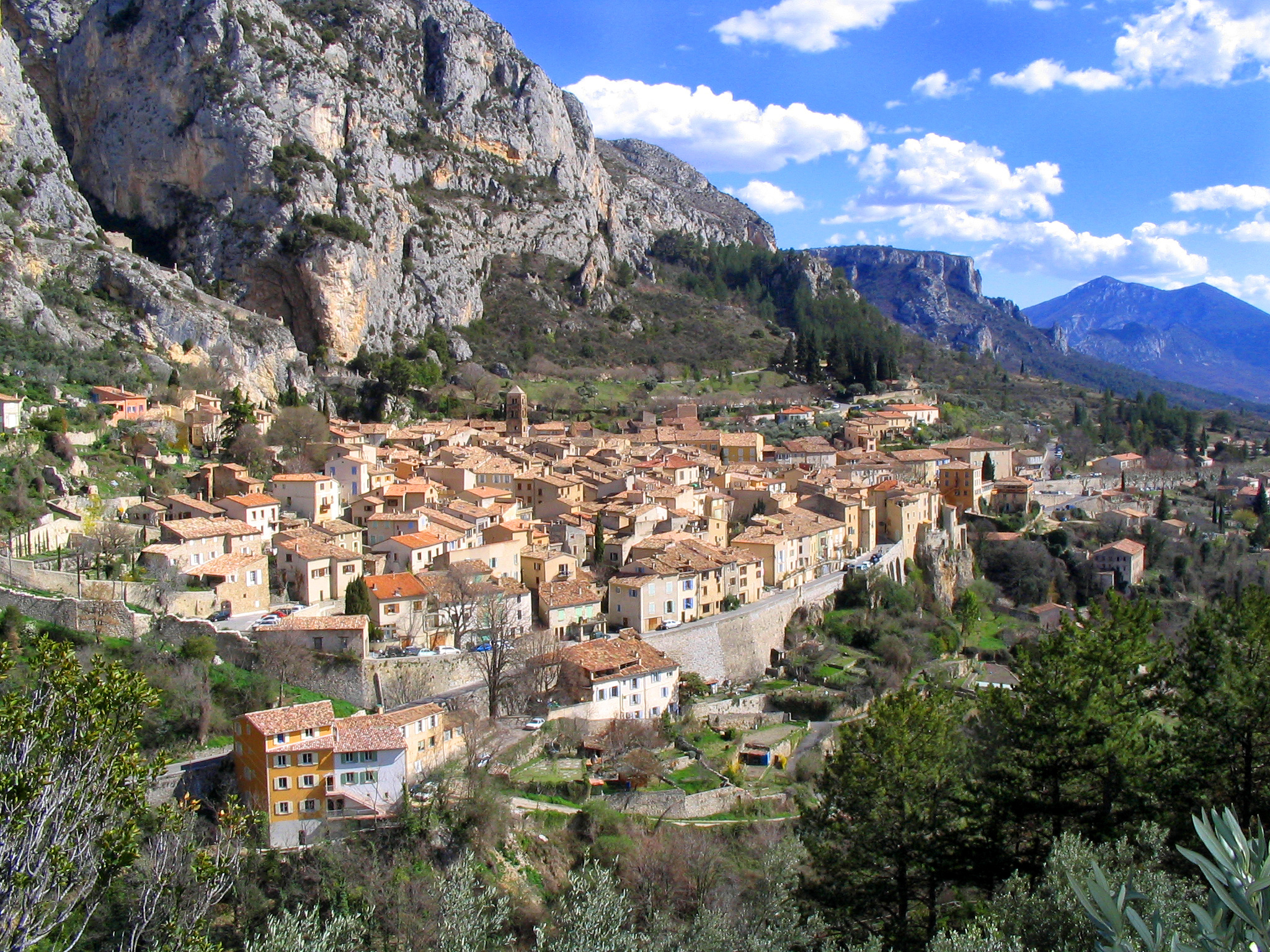
Moustiers-Sainte-Marie

V pozdějších dobách sehrála Provence významnou roli v oblasti kultury. V 11. století zde vznikl nový typ lyriky, kterou psali a interpretovali tzv. trubadúři. Ústředním motivem písně byla platonická láska k vytoužené (většinou vdané) ženě. Tento typ lyriky se stal velmi oblíbeným a brzy se rozšířil jak do dalších oblastí Francie (na severu byli trubadúři nazýváni truvéři), tak do dalších západoevropských zemí (v Německu tzv. minnesängři).

### Avignonské papežství
Dějištěm evropské politiky se Provence stala ve 14. století, kdy došlo k přesídlení papeže z Říma do Avignonu. Příčinou této etapy nazývané avignonské zajetí papežů se stal spor mezi francouzským králem Filipem Sličným a římským papežem Bonifácem VIII. Král Filip nechal papeže zajmout a prosadil zvolení novým papežem arcibiskupa z Bordeaux, který přijal jméno Klement V. Ten roku 1309 na Filipův nátlak přesunul své sídlo z Říma do Avignonu. Papežství tak bylo pod dohledem francouzského krále a sledovalo jeho politické zájmy (zrušení templářského řádu, pogromy na Židy atd.). Všech sedm papežů zvolených v tomto období byli Francouzi. Avignonské zajetí končí rokem 1378, tím ale problémy církve zdaleka neskončily. V následujících letech dochází k papežskému schizmatu – tj. k existenci avignonského i římského papežství, a od roku 1409 po koncilu v Pise fungovali dokonce tři Svatí otcové. Papežské schizma definitivně vyřešil teprve kostnický koncil svolaný římským králem Zikmundem, kdy byl jediným papežem zvolen Martin V.

## Historické a přírodní zajímavosti

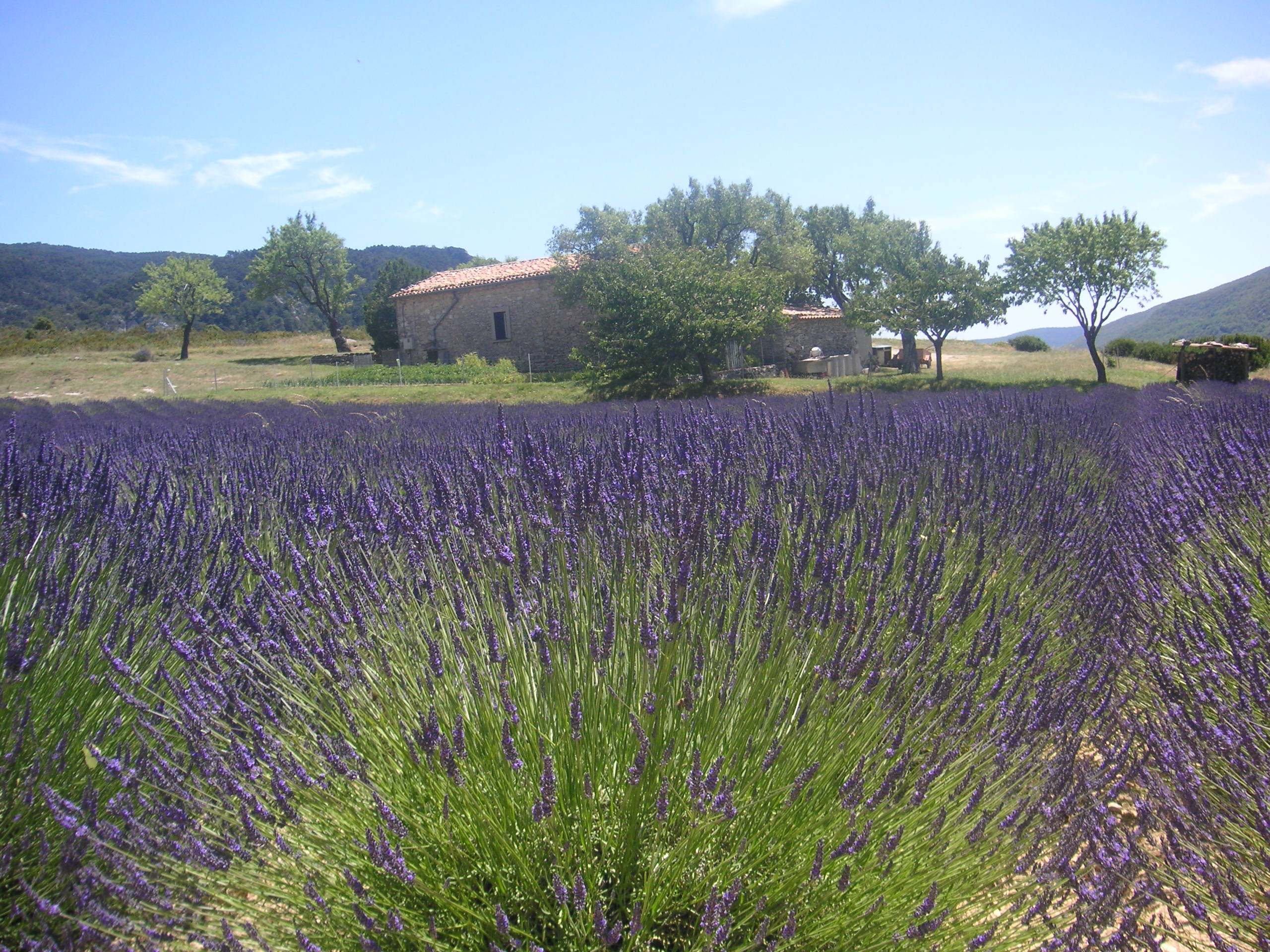
Levandulové pole

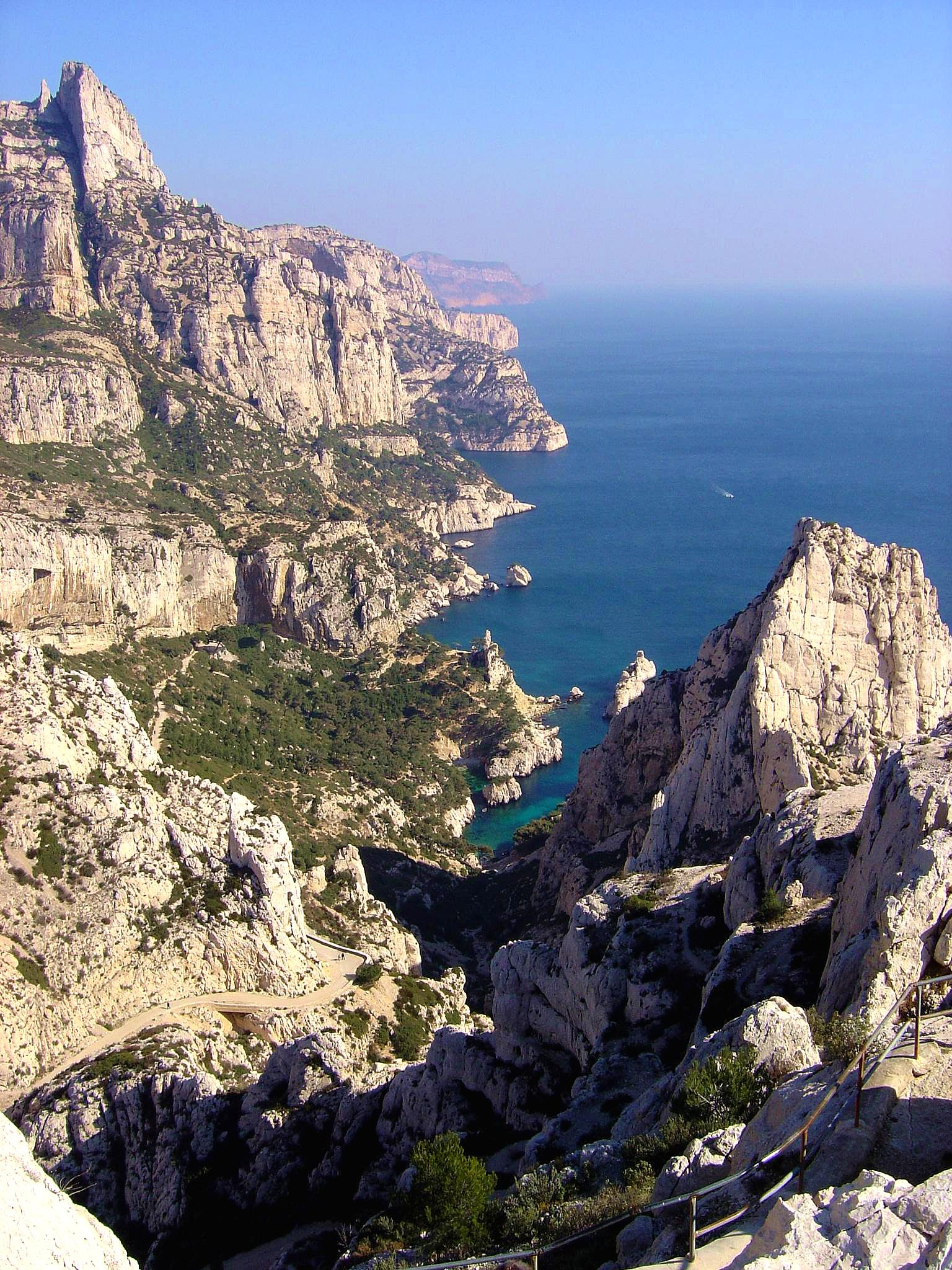
Národní park Calanques

V Provence se nachází řada historických památek i přírodních zajímavostí. Ze zdejších pamětihodností jsou čtyři uvedeny na Seznamu světového dědictví UNESCO. Jsou to:
- Arles
- Amfiteátr a vítězný oblouk v Orange
- Staré město v Avignonu
- Římský akvadukt Pont du Gard

Přírodní zajímavosti:
- Camargue
- Pohoří Luberon
- Mont Ventoux
- Grand canyon du Verdon

### Hory

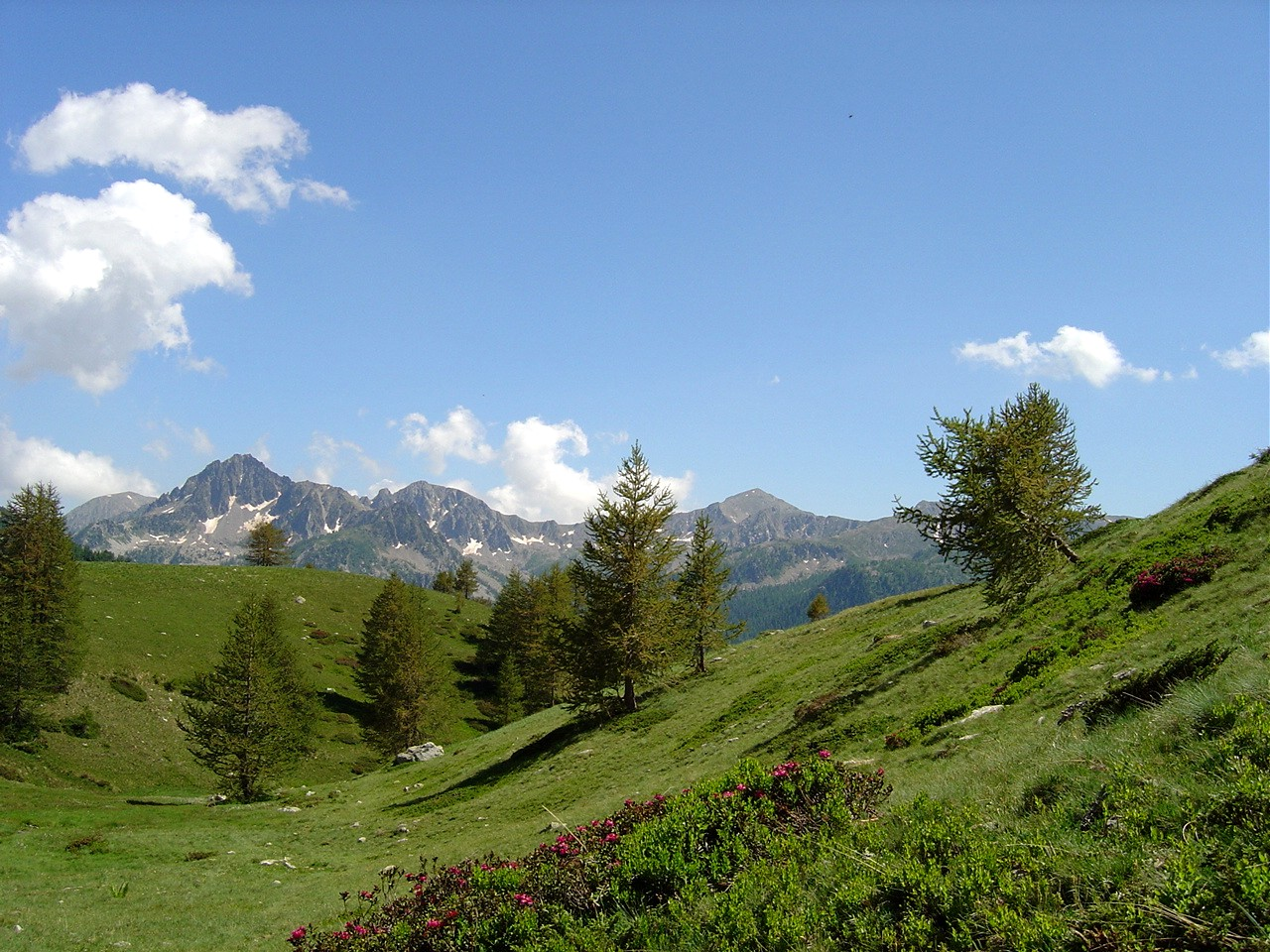
Vallon de Mollières, Národní park Mercantour

Jestliže považujeme Přímořské Alpy na hranici s Itálií za součást Provence, jedná se o nejvyšší pohoří v regionu. Tento masiv tvoří hranici mezi francouzským departementem Alpes-Maritimes a italskou provincií Cuneo. V Přímořských Alpách se nachází Národní park Mercantour.
Nejvyšší vrcholy Přímořských Alp:
| Punta dell'Argentera | 3290 m | Mont Ténibre          | 3032 m |
| Monte Gelàs          | 3135 m | Cime de l'Enchastraye | 2955 m |
| Monte Matto          | 3087 m | Mont Bégo             | 2873 m |
| Mont Pelat           | 3053 m | Mont Mounier          | 2818 m |
| Mont Clapier         | 3046 m | Roche de l'Abisse     | 2755 m |

## Jazyk

Alternativní vlajka Provence

Místním tradičním jazykem je provensálština. Jedná se o dialekt okcitánštiny známé také pod názvem langue d'oc, která je velmi blízká katalánštině. Existuje několik regionálních variant provensálštiny. Provensálštinou se v Provence běžně hovořilo až do začátku 20. století, kdy francouzská vláda započala intenzivní a v konečném důsledku úspěšné snahy o nahrazení regionálních jazyků francouzštinou. Dnes se provensálština vyučuje na provensálských školách včetně univerzit, k běžné komunikaci ji ale používá pravděpodobně méně než 500 – převážně starších – lidí.

#### Anglicky
- James Pope-Hennessy, Aspects of Provence (1988)
- Laura Raison (ed.), The South of France: an Anthology (1985)
- Jim Ring, Riviera, The Rise and Fall of the Côte d'Azur, John Murray Publishers, London 2004

#### Francouzsky
- Aldo Bastié, Histoire de la Provence, Editions Ouest-France, 2001.
- Denizeau, Gerard, Histoire Visuelle des Monuments de France, Larousse, 2003
- LeMoine, Bertrand, Guide d'architecture, France, 20e siecle, Picard, Paris 2000
- Martin Garrett, 'Provence: a Cultural History' (2006)